# Llano de Jesús María
Llano de Jesús María är en ort i Mexiko.   Den ligger i kommunen Villa de Guadalupe och delstaten San Luis Potosí, i den centrala delen av landet, 500 km norr om huvudstaden Mexico City. Llano de Jesús María ligger 1 657 meter över havet och antalet invånare är 238.
Terrängen runt Llano de Jesús María är varierad, och sluttar österut. Runt Llano de Jesús María är det ganska tätbefolkat, med 67 invånare per kvadratkilometer. Närmaste större samhälle är San Antonio de las Barrancas, 13,7 km sydost om Llano de Jesús María. Omgivningarna runt Llano de Jesús María är i huvudsak ett öppet busklandskap.